# No Turning Back
No Turning Back is een Nederlandse hardcoreband. De band is opgericht in 1997. De muziek van de band heeft veel invloeden van bands zoals Sick of It All en Agnostic Front. Ook staat de band erom bekend om zeer energieke shows te geven. De band is nog steeds actief en tourt wereldwijd.

## Bandleden
- Martijn Van Den Heuvel - Zang
- Emiel Laurant - Gitaar
- Alexander Klein - Gitaar
- Joel McKay - Basgitaar
- Joel Heijda -  Drums

### Ex-bandleden
- Kevin Nijs - Gitaar
- Michiel van Iersel - Gitaar
- Erik Guillot - Gitaar
- Frank Geenevasen - Gitaar
- Johan Lemmens - Gitaar
- Harm Haverman - Gitaar
- Frank Janssen - Basgitaar
- Giel Blankers - Basgitaar
- André Grasshoff - Basgitaar
- Bas van Hout - Basgitaar
- Willem van Wanrooij -  Drums
- Dorus Meurs - Drums
- Robin Hagendoorn -  Drums

## Discografie

### Albums
- Revenge Is a Right (2003)
- Damage Done (2004)
- Holding On (2006)
- Stronger (2008)
- Take Control (2011)
- No Regrets (2012)
- Never Give Up (2015)
- No Time to Waste (2017)
- Destroy (2019)

### Compilatie-albums
- 1997 - 2007 (2007)

### Split-albums
- No Turning Back split with The Deal (2004) met de band The Deal
- Internal Affairs - No Turning Back - No Apologies (2006) met de bands Internal Affairs en No Apologies
- No Turning Back - Strength for a Reason (2009) met de band Strength for a Reason
- True Spirit (2011) met de band For The Glory

### Ep's
- Shadow of Darkness (1999)
- The Beautiful Lies (2000)
- The Horrible Truth (2001)
- Rise from the Ashes (2005)
- No Turning Back (2006)
- Reaching Forward (2011)